# Ole Sohn
Pour les articles homonymes, voir Sohn.
Ole Sohn, né le 12 septembre 1954 à Thorsted (près de Horsens, au Danemark), est un homme politique danois, membre du Parti populaire socialiste (SF) et ministre du Commerce et de la Croissance de 2011 à 2012.

## Biographie
Ole Sohn milite d'abord dans des syndicats étudiants, puis au sein du Parti communiste du Danemark, dont il intègre le comité central en 1981. Dans les années 1980, le parti communiste est parcouru de profondes divisions, qui opposent les partisans des réformes de Mikhaïl Gorbatchev et les communistes conservateurs : en 1987, le parti décide d'élire deux présidents ; Ole Sohn, représentant de la ligne pro-Gorbatchev, partage la direction avec le syndicaliste Jan Andersen, représentant des conservateurs. Mais Andersen meurt peu après, laissant Ole Sohn seul dirigeant du parti. Alors qu'il n'est âgé que d'une trentaine d'années et relativement inexpérimenté, Ole Sohn doit gérer un parti en proie à de graves tensions, dans un contexte d'effondrement du communisme européen. En 1990, les conservateurs obtiennent la destitution de Ole Sohn, ce qui provoque un congrès extraordinaire - finalement remporté par les partisans de Sohn - puis une scission du parti. En 1991, Sohn quitte le parti communiste et rejoint le Parti populaire socialiste.
Il est élu député de plein exercice sous les couleurs Parti populaire socialiste lors des élections législatives de mars 1998. Il est réélu en novembre 2001 et en février 2005,. Après ce dernier scrutin, il devient président du groupe parlementaire du Parti populaire socialiste.
Sohn devient ministre du Commerce et de la Croissance du cabinet Thorning-Schmidt I à la suite des élections de 2011. L'entrée au gouvernement d'un ancien dirigeant du Parti communiste provoque alors une controverse dans les médias danois. Un an plus tard, Ole Sohn démissionne du gouvernement et laisse son ministère à Annette Vilhelmsen ; il annonce alors vouloir se détacher de la politique pour consacrer plus de temps à sa famille et à ses activités professionnelles d'éditeur.
En février 2014, alors que le Parti populaire socialiste traverse une grave crise interne à la suite de la décision de sa présidente de quitter la coalition gouvernementale, il annonce son mouvement du parti pour rejoindre les sociaux-démocrates.

## Annexe